# Danviks hospital och Sicklaö församling
Danviks hospital och Sicklaö församling var en församling i nuvarande Stockholms stift i nuvarande Nacka kommun i Stockholms län. Församlingen upplöstes 1 maj 1887 i då Sicklaödelen och egendomen Hammarby uppgick i Nacka församling och övriga delar i Katarina församling.

## Administrativ historik
Församlingen bildades för Danviks hospital 1558 genom utbrytning ur Storkyrkoförsamlingen samtidigt som Sicklaödelen bröts ut ur Solna församling till Brännkyrka församling. Då det fanns en präst och kyrka vid Danvikens hospital som gärna ville få fler församlingsbor, så blev det efter ett antal turer så att enligt kungligt förordnade från 14 februari 1727 att de boende på Sicklaö samt på egendomen Hammarby, skulle höra till Danviken. Socknen och församlingen kallades också Danviks hospital och Sicklaö församling. 1861 utbröts Stockholms hospital för sinnessjuka församling. Församlingen upplöstes 1 maj 1887 då Sickalödelen och egendomen Hammarby uppgick i Nacka församling och övriga delar i Katarina församling.

## Präster

### Kaplaner
| Ämbetstid | Namn  | Levnadstid | Övrigt |
| --------- | ----- | ---------- | ------ |
| 1558      | Bengt |            |        |
| 1552      | Erik  |            |        |
| 1552      | Hans  |            |        |

### Kyrkoherdar
| Ämbetstid | Namn                             | Levnadstid | Övrigt                                        |
| --------- | -------------------------------- | ---------- | --------------------------------------------- |
| 1591–1593 | Olof Nicolai                     |            |                                               |
| 1593–1603 | Johannes Johannis Täbyensis      |            |                                               |
| 1610–1619 | Amundus Beronis                  | –1619      |                                               |
| 1623      | Erik                             |            |                                               |
| 1630–1649 | Salomon Danielis                 | –1671      | Senare kyrkoherde i Adelsö församling.        |
| 1649–1652 | Olaus Magni                      | –1657      |                                               |
| 1652–1655 | Laurentius Jonæ                  | –1655      |                                               |
| 1656–1665 | Ericus Martini Harræus           | –1665      |                                               |
| 1665–1682 | Petrus Strandbergius             | –1682      |                                               |
| 1683–1690 | Johannes Sagittarius             | 1684–1723  |                                               |
| 1690–1700 | Johan Sondell                    | 1661–1706  | Senare kyrkoherde i Värmdö församling.        |
| 1700–1719 | Eric Hageman                     | –1742      | Senare kyrkoherde i Häverö församling.        |
| 1719–1728 | Olaus Hamnell                    | –1728      |                                               |
| 1730–1734 | Johan Tidzelius                  | –1734      |                                               |
| 1735–1745 | Erik Lundenius                   | 1699–1766  | Senare kyrkoherde i Daretorps församling.     |
| 1746–1759 | Andreas Bredmark                 | 1707–1783  | Senare kyrkoherde i Alingsås stadsförsamling. |
| 1760–1766 | Nils Johan Lothigius             | 1719–1766  |                                               |
| 1768–1780 | Joseph Lavin                     | 1724–1782  | Senare kyrkoherde i Jönköpings församling.    |
| 1780–1794 | Pehr Tollesson                   | 1747–1821  | Senare kyrkoherde i Närtuna församling.       |
| 1794–1815 | Christopher Hasselgren           | 1759–1820  | Senare kyrkoherde i Askers församling.        |
| 1816–1824 | Daniel Eric Lindhult             | 1787–1856  | Senare kyrkoherde i Örby församling.          |
| 1825–1831 | Johan Gabriel Bergström          | 1792–1831  |                                               |
| 1832–1844 | Nils Sjöholm                     | 1798–1848  |                                               |
| 1844–1852 | Otto Henrik Wilhelm Eklundh      | 1808–1866  |                                               |
| 1852–1864 | Johan Wilhelm Sandmark           | 1809–1891  |                                               |
| 1864–1885 | Pehr Gustaf Reinhold Hammarstedt | 1825–1885  |                                               |

### Hospitalet

#### Kaplaner
| Ämbetstid | Namn          | Levnadstid | Övrigt |
| --------- | ------------- | ---------- | ------ |
| 1547–1567 | Sven Johannis |            |        |
| 1552      | Lars          |            |        |

#### Predikanter
| Ämbetstid | Namn                          | Levnadstid | Övrigt |
| --------- | ----------------------------- | ---------- | ------ |
| 1533–1548 | Michael Christierni Langerben |            |        |
| 1552      | Erik                          |            |        |